# جولي روجرز
جولي روجرز (2 نوفمبر 1998 في المملكة المتحدة - ) (بالإنجليزية: Julie Rogers)‏ هي لاعبة كرة طائرة المملكة المتحدة.

## وصلات خارجية
- جولي روجرز على موقع ThePowerOf10.info (الإنجليزية)
- جولي روجرز على موقع Paralympic.org (الإنجليزية)